# Пронурок сірий
Пронурок сірий (Cinclus mexicanus) — приземистий темно-сірий птах, інколи з коричневатою головою і білим пір'ям на віках. Звичайно має 16,5 см завдовжки і важить в середньому 46 г. Має довгі ноги, за допомогою яких від підбразує все своє тіло, голи годується на стрімких, скелястих потоках. Населяє гористі регіони Центральної Америки і західної Північної Америки від Панами до Аляски.